# Saison 1 de Deux Flics à Miami
Chronologie
Saison 2
Cet article présente le guide des épisodes de la saison 1 de la série télévisée Deux Flics à Miami (Miami Vice).

## Épisodes

### Épisode 1:Épisode pilote: Première partie
- États-Unis : 16 septembre 1984 sur NBC
- France : 19 septembre 1986 sur Antenne 2

- Martin Ferrero (Trini DeSoto)
- Mykelti Williamson (Leon Muhammad Jefferson)
- Miguel Pinero (Orlando Calderone)
- Jimmy Smits (Eddie Rivera)
- Michael Santoro (Corky Fowler)
- Bill Smitrovich (lieutenant de la DEA Scott Wheeler)

### Épisode 2:Épisode pilote: Deuxième partie
- États-Unis : 16 septembre 1984
- France :

- Martin Ferrero (Trini DeSoto)
- Mykelti Williamson (Leon Muhammad Jefferson)
- Miguel Pinero (Orlando Calderone)
- Jimmy Smits (Eddie Rivera)
- Michael Santoro (Corky Fowler)
- Bill Smitrovich (lieutenant de la DEA Scott Wheeler)

### Épisode 3:Haut les cœurs
- États-Unis : 28 septembre 1984
- France :

- Ed O'Neill (Agent Arthur Lawson/Artie Rollins)
- Suzy Amis (Penny McGraw)
- Paul Hecht (Sam Kovacs)
- Ted Zurkowski (Jimmy Duncan)
- Cheryl Giannini (Madame Lawson)

### Épisode 4:Pas de panique
- États-Unis : 5 octobre 1984
- France :

- Cynthia Caquelin (Patty)
- Afemo Omilami (Desmond Maxwell)
- Lionel Pina (Jake Estaban)
- Larry Riley (Bobby Price)
- Maria Chavez (Teresa)

### Épisode 5:Le Retour de Calderone: Première partie
- États-Unis : 19 octobre 1984
- France :

- Jim Borrelli (Felix Castranova)
- Tito Goya (Carlos Mendez)
- Ron Taylor (Linus Oliver)
- Jim Zubiena (Ludovici Armstrong)
- Tara King (Susan Castranova)
- Raymond Forchion (Don)
- Will Knickerbocker (Fields)
- Ryan St. Leon (Billy Crockett)

### Épisode 6:Le Retour de Calderone: Deuxième partie
- États-Unis : 26 octobre 1984
- France :

- Sam McMurray (Jimmy "Jimbo" Walters)
- Miguel Pinero (Orlando Calderone)
- José Angel Santana (Guillermo Pino)
- Tito Goya (Carlos Mendez)
- Phanie Napoli (Angelina Madera)

### Épisode 7:Le Borgne
- États-Unis : 2 novembre 1984
- France :

- Janet Constable (Barbara Carrow)
- Joe Dallesandro (Vincent "Vinny" DeMarco)
- Dennis Farina (Albert Lombard)
- Dan Hedaya (Ben Schroeder)
- Jimmie Ray Weeks (Jerry Carrow)
- George Kyle (Russo)

### Épisode 8:Un œil de trop
- États-Unis : 9 novembre 1984
- France :

- Bruce Willis (Tony Amato)
- Katherine Borowitz (Rita Amato)
- Tom Mardirosian (Agent McIntyre)
- Coati Mundi (Ramone)
- Robert Paisley (Agent Paul)
- Norman Parker (Agent Nick Pappas)

### Épisode 9:Le Grand McCarthy
- États-Unis : 16 novembre 1984
- France :

- William Gray Espy (Louis McCarthy)
- Charles McCaughan (Dale Gifford)
- Maria McDonald (Vanessa)
- Martin Ferrero (Izzy Moreno)

### Épisode 10:Tout ce qui brille
- États-Unis : 30 novembre 1984
- France :

- Alan Cox (Wendell)
- Shawn McAllister (Paul)
- John Pankow (Floyd Higgins)
- Jay Patterson (Billy Joe Higgins)
- Keith Szarabajka (Joey Bramlette)
- Margaret Whitton (Cassie Bramlette)
- Tom Bishop (Bobby)
- Jorge Gil (Ramon Ruiz)
- William Kerwin (Clem)
- Ray Nicolaison (Hank)
- Shannon Unger (Tammy Bramlette)

### Épisode 11:Si peu qu'on prenne
- États-Unis : 7 décembre 1984
- France :

- Michael Madsen (Sally Alvarado)
- Charlie Barnett (Neville "Noogie" Lamont)
- Jacqueline Brookes (la juge Cohen)
- Terry O'Quinn (Richard Cain)
- Tony Plana (Cinco)
- Burt Young (Lupo Ramirez)
- Lenny von Dohlen (Bob Rickert)

### Épisode 12:Le Petit Prince
- États-Unis : 14 décembre 1984
- France :

- Giancarlo Esposito (Luther)
- Jorge Gil (Royco)
- Mitchell Lichtenstein (Mark Jorgenson Jr.)
- Maryann Plunkett (Mary McDermott)
- Paul Roebling (en) (Mark Jorgenson)
- Mario Ernesto Sanchez (Jimmy)

### Épisode 13:Du p'tit lait
- États-Unis : 4 janvier 1985
- France :

- Alexis Arguello (Pepe Moya)
- Eric Bogosian (Zeke)
- Jesus Bolano (Diego Moya)
- Evan Handler (Louis)
- Rainbow Harvest (Angela)
- John Kapelos (Andy Sloan)
- Al Shannon (Eddie)

### Épisode 14:Le Triangle d'or: Première partie
- États-Unis : 11 janvier 1985
- France :

- Paul Austin (Inspecteur Herb Ross)
- Robin Johnson (Candy James)
- John Snyder (Albert Szarbo)

### Épisode 15:Le Triangle d'or: Deuxième partie
- États-Unis : 18 janvier 1985
- France :

- Charlie Barnett (Neville "Noogie" Lamont)
- Joan Chen (May Ying)
- Glenn Kubota (Ma Sek)
- Keye Luke (général Lao Li)
- James Saito (Howie Wong)
- John Santucci (Dale Menton)

### Épisode 16:Y'a pas de sot métier
- États-Unis : 1er février 1985
- France :

- Anthony Correa (le double du lieutenant Castillo)
- Richard Edson (Wavey Davey)
- Glenn Frey (Jimmy Cole)
- John Garcia (Lieutenant Todd)
- John Girard (Bruce)
- Coati Mundi (Tucker Smith)
- Ron Vawter (Lieutenant Jones)

### Épisode 17:Pas de deux
- États-Unis : 8 février 1985
- France :

- Tery Ferman (Diane Gordon)
- Pam Grier (Valerie Gordon)
- David Thornton (Lile)
- John Turturro (David Traynor)

### Épisode 18:Y' a des jours comme ça
- États-Unis : 22 février 1985
- France :

- Ving Rhames (Georges)
- Garcelle Beauvais-Nilon (Gabriella)
- Eddie Castrodad (Jaime Escobar)
- Michael Hernandez (Xavier)
- Joe Morton (Lieutenant Jack Davis)
- Alex Paez (Elio Escobar)

### Épisode 19:Faits l'un pour l'autre
- États-Unis : 8 mars 1985
- France :

- Charlie Barnett (Neville "Noogie" Lamont)
- Ellen Greene (Darlene)
- Mark Linn-Baker ("Bonzo" Barry Gold)
- Karla Tamburrelli (Ample Annie)
- Nicholas Woodeson (Artie Cross)
- Martin Ferrero (Izzy Moreno)

### Épisode 20:Il faut une fin à tout
- États-Unis : 15 mars 1985
- France :

- Paul Calderon (Nicky)
- Jack Kehoe (Lieutenant John Malone)
- Brent Jennings (Sergent Hugh Heraty)
- David Patrick Kelly (Jerry)
- Sylvia Miles (Madame Goldman)
- Esai Morales (Pete Romano)
- Frank Pesce (en) (Benny)
- Nancy Valen (Lana)

### Épisode 21:Nul n'est immortel
- États-Unis : 29 mars 1985
- France :

- Michael Carmine (Snake)
- Gusmano Cesaretti (Paulie)
- Kim Greist (Brenda)
- Frank Military (Ace)
- Martin Ferrero (Izzy Moreno)

### Épisode 22:Evan
- États-Unis : 3 mai 1985
- France :

- Al Israel (Guzman)
- Christopher Murney (Wilson)
- William Russ (Evan Freed)

### Épisode 23:Lombard
- États-Unis : 10 mai 1985
- France :

- Michael DeLorenzo (en) (Sal)
- Ned Eisenberg (Librizzi)
- Dennis Farina (Albert Lombard)
- John Santucci (Fusco)